# Giant Bones at Nice
Giant Bones at Nice è un album dal vivo di Curtis Fuller e Kai Winding, pubblicato dalla Ahead Records nel 1980. Il disco fu registrato il 18 luglio 1980 al Grande Parade du Jazz di Nizza, Francia. Nel 2002 l'album fu stampato su CD con il titolo Bone Appétit.

## Tracce
Lato A
1. Nicoise – 5:55 (Kai Winding)
2. Bone appetit – 6:06 (Curtis Fuller)
3. Baja Iberia – 6:02 (Kai Winding)
4. Entonces – 4:03 (Kai Winding)

Lato B
1. Bone apart – 7:30 (Curtis Fuller)
2. La valse Bonita – 6:58 (Kai Winding)
3. A Minor Doodle – 6:12 (Kai Winding)

Edizione CD (dal titolo Bon Appetit) del 2003, pubblicato dalla Black and Blue Records
1. Niçoise (Take 2) – 5:58 (Kai Winding)
2. Bone appétit (Take 2) – 6:08 (Curtis Fuller)
3. Baja Iberia (Take 2) – 6:04 (Kai Winding)
4. Entonces – 4:05 (Kai Winding)
5. Bone apart – 7:32 (Curtis Fuller)
6. La valse Bonita – 6:59 (Kai Winding)
7. A Minor Doodle (Take 1) – 6:12 (Kai Winding)
8. Niçoise (Take 1) – 6:06 (Kai Winding)
9. Baja Iberia (Take 1) – 6:06 (Kai Winding)
10. A Minor Doodle (Take 2) – 6:20 (Kai Winding)
11. Bone appétit (Take 1) – 4:52 (Curtis Fuller)

## Musicisti
- Curtis Fuller - trombone
- Kai Winding - trombone
- Hank Jones - pianoforte
- John Clayton - contrabbasso
- Jimmy Cobb - batteria